# Wembley Championships 1986
Il Wembley Championships 1986 è stato un torneo di tennis giocato sintetico indoor della Wembley Arena di Londra in inghilterra. È stata la 38ª edizione del torneo che fa parte del Nabisco Grand Prix 1986. Il torneo si è giocato dal 10 al 16 novembre 1986.

## Campioni

### Singolare maschile
Yannick Noah ha battuto in finale  Jonas Svensson con il punteggio di 6–2, 6–3, 6–7, 4–6, 7–5

### Doppio maschile
John McEnroe /  Peter Fleming hanno battuto in finale  Sherwood Stewart /  Kim Warwick con il punteggio di 3–6, 7–6, 6–2